# 尹昇娥
尹昇娥（韓語：윤승아，1983年9月29日—），韓國女演員，名字為常誤譯「尹承雅」。丈夫為演員金武烈。
在一次出外為學習而購物時，被星探相中，獲邀請前往試鏡。其後參與MV及廣告作模特兒演出，2006年以Alex音樂錄影帶《最讓人心痛的話》出道。

## 演出作品

### 電視劇
- 2005年：MBC《彩虹羅曼史》
- 2006年：MBC《不可阻擋的High Kick》
- 2009年：MBC《HERO》飾演 趙友莉
- 2010年：MBC《惡作劇之吻》飾演 獨孤敏兒
- 2010年：MBC《全部我的爱》飾演 尹昇娥／金小星
- 2012年：MBC《擁抱太陽的月亮》飾演 雪
- 2012年：Channel A《熊貓小姐和刺蝟》飾演 潘多陽（熊貓小姐）
- 2013年：SBS《黃金帝國》飾演 張熙柱
- 2013年：網路劇《放學後福不福》（客串）
- 2014年：tvN《需要浪漫3》飾演 鄭熙彩
- 2016年：SBS Plus《有夫之婦的誕生》飾演 英熙

### 電影
- 2006年：《Siame》
- 2008年：《Hwan》
- 2010年：《Goodbye My Smile》
- 2011年：《血之期中考2》
- 2014年：《變漂亮吧》
- 2014年：《殺人委託》
- 2017年：《Method》
- 2019年：《燦實也多福》飾演 蘇菲

### MV
- 2006年：Alex《最讓人心痛的話》
- 2010年：鄭勝元《Stay the Night》（與朱相昱）

## 其他經歷
- 雜誌《CéCi姐妹》、《她 GIRL》、《VOGUE GIRL》、《柯夢波丹》模特兒
- 2010年：「J.ESTINA」專屬模特兒

## 外部連結
- 尹昇娥的Instagram帳戶
- ☆ - So Sweet 윤승아 - ☆ | Daum 카페 （页面存档备份，存于）